# جیمی انگلند
جیمی انگلند (انگلیسی: Jamie England؛ زادهٔ ۲۷ مهٔ ۱۹۸۸) بازیکن فوتبال اهل بریتانیا است.
از باشگاه‌هایی که در آن بازی کرده‌است می‌توان به باشگاه فوتبال کراولی تاون، باشگاه فوتبال ویونهوئه تاون، باشگاه فوتبال تونبریج آنجلز، باشگاه فوتبال اشفورد تاون، باشگاه فوتبال چلمزفورد سیتی، باشگاه فوتبال توتینگ اند میتچام یونایتد، باشگاه فوتبال برنتفورد، باشگاه فوتبال بروملی، باشگاه فوتبال بیلریکای و باشگاه فوتبال کارشالتون اتلتیک اشاره کرد.